# Maurizio Fondriest
Maurizio Fondriest (né le 15 janvier 1965 à Cles, dans le Trentin-Haut-Adige; « Fondriest » vient probablement de l'allemand Von Triest, ou de Trieste) est un coureur cycliste italien des années 1980-1990. 
En 1988, durant sa deuxième année professionnelle, il devient champion du monde sur route à Renaix, à l'issue d'un sprint dans la montée du Kruisberg durant lequel Claude Criquielion chute.
En concurrence avec Gianni Bugno, il a du mal à confirmer les espoirs placés en lui chez Del Tongo (1989 et 1990). Il rejoint l'équipe néerlandaise Panasonic (1991 et 1992) où la réussite lui fait défaut. En 1993, il est recruté par la Lampre. En sept mois, il bâtit l'essentiel de son palmarès : Tirreno-Adriatico, Milan-San Remo, Flèche wallonne, Grand Prix du Midi libre, Grand Prix de Zurich, Coupe du monde.
Après sa carrière, il fabrique et commercialise des vélos sous son propre nom.

## Biographie

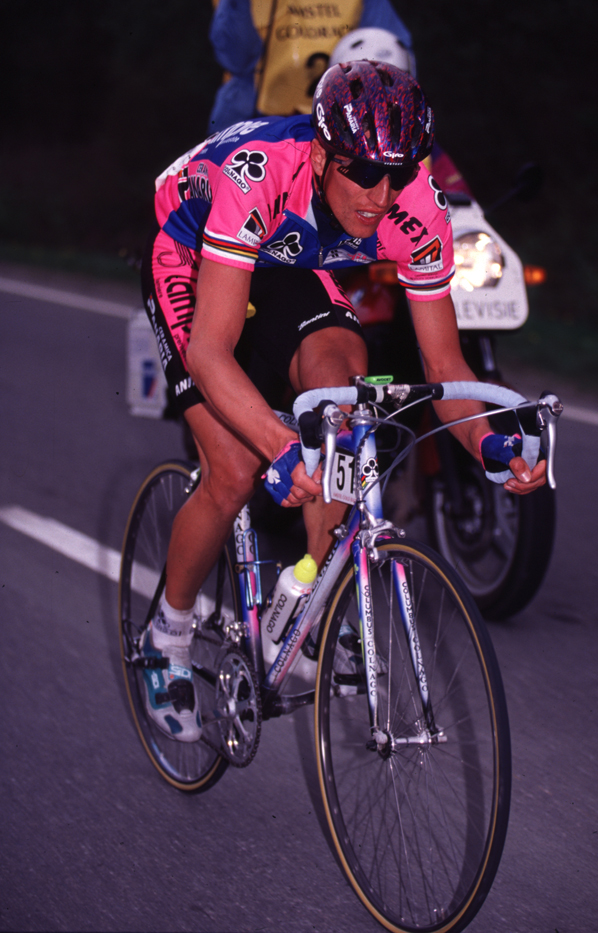
Maurizio Fondriest en 1995 sur l'Amstel Gold Race

### Chez les amateurs
Depuis ses débuts dans les catégories de jeune, il montre son potentiel, remportant deux étapes du Tour d'Italie amateurs et le Tour de Lombardie amateurs. Dans sa deuxième année en tant qu'amateur, il obtient encore plus de succès. Il est notamment un grand protagoniste du Tour des régions italiennes en 1986, où il gagne une étape, termine deuxième au général et gagne les classements par points et de la Montagne. La même année, il est septième du championnat du monde amateur à Colorado Springs.

### Carrière professionnelle
Lors des grands tours, il n'a jamais été compétitif, en dépit des qualités de grimpeur et de rouleur contre-la-montre, une spécialité qui lui permet de prendre la quatrième place aux Jeux Olympiques d'Atlanta en 1996. Son meilleur résultat dans une course par étapes de trois semaines est une huitième place au classement général du Tour d'Italie 1993, à près de treize minutes du maillot rose Miguel Indurain. En 1991, il se classe quinzième du Tour de France.
Sa carrière de coureur atteint son apogée avec son titre de champion du monde en 1988, sur le circuit de Renaix, en Belgique. À seulement vingt-trois ans, il avait déjà été le protagoniste de plusieurs courses cette saison, qui l'avait vu remporter une étape du Tirreno-Adriatico et terminé deuxième de Milan-San Remo. Lors des mondiaux, le sélectionneur Alfredo Martini vise le titre avec ses leaders expérimentés Argentin, Bontempi, Bugno et Saronni. Au début du dernier tour, Fondriest suit l'attaque de Claude Criquielion déjà champion du monde en 1984. Davide Cassani empêche des coureurs dangereux tels que Fignon et Pensec de s'extraire du groupe des poursuivants, annulant toute tentative de retour sur le duo devant, où Fondriest est considéré comme le plus rapide au sprint. Malgré le travail de l'équipe italienne, à 500 mètres de l'arrivée, le Canadien Steve Bauer revient sur les deux leaders. Le sprint à trois est inévitable : Bauer part devant, Criquielion essaye de le doubler, mais  il est victime d'un coup de coude de Bauer et chute contre les barrières. Fondriest est déclaré vainqueur, tandis que Bauer est disqualifié plus tard. 
C'est sur les courses d'un jour que Maurizio Fondriest obtient l'essentiel de son palmarès. En plus de son titre mondial, il gagne en 1993 un Milan-San Remo, une Flèche wallonne et un Grand Prix de Zurich, ainsi que deux fois le Tour du Latium (1990 et 1994). Il est également deux fois deuxième de Milan-San Remo (1988 et 1995), une fois deuxième de Gand-Wevelgem (1995), de la Wincanton Classic (1989) et de l'Amstel Gold Race (1991), une fois deuxième (1995) et une fois troisième (1996) de la Flèche wallonne ; troisième de Liège-Bastogne-Liège 1993, de la Classique de Saint-Sébastien 1991, de la Wincanton Classic 1993 et du Grand Prix de Zurich 1994. Il est également une fois deuxième (1993) et deux fois troisième (1987 et 1990) de Paris-Tours.
Toutes ces performances dans les classiques, tout au long de la saison, lui permettent de remporter deux fois le classement de la Coupe du monde, en 1991 (sans victoire) et en 1993. Lors de sa deuxième victoire, son succès s'est construit petit à petit dès la première manche, Milan-San Remo. 1993 est considéré comme son année de grâce, avec 25 victoires, soit plus que ce qu'il avait récolté jusqu'ici et quasiment la moitié de tous ses succès professionnels. Cette année-là, Fondriest remporté, en plus de Milan-San Remo, la Flèche wallonne, le Grand Prix de Zurich, une étape du Tour d'Italie, le classement final du Tour du Trentin (3 étapes), Tirreno-Adriatico (2 étapes), le Grand Prix du Midi libre (3 étapes) et l'Escalade de Montjuïc (où il remporte les deux courses).
Il fait partie des leaders de l'équipe nationale aux championnats du monde au début des années 1990. Après son titre remporté en 1988, il se classe neuvième en 1990, onzième en 1991 et cinquième en 1993.
Au cours de sa carrière, il a souffert de problèmes de dos qui ont partiellement limité ses performances compétitives.

### L'après carrière
Il travaille après sa retraite des pelotons en tant que fabricant de vélos pour sa propre marque, Fondriest. Il est également commentateur sportif pour certains réseaux de télévision.

## Dopage
La carrière de Fondriest et notamment l'année 1993, où il a dominé le peloton international, est marquée par sa relation avec le controversé médecin italien Francesco Conconi,.
Fondriest est contrôlé positif à une substance inconnue lors de la Wincanton Classic qu'il termine troisième. Au cours du procès de Conconi, le Corriere della Sera rapporte que le médecin a usé de son influence auprès des autorités sportives pour empêcher Fondriest d'être disqualifié.
En 1999, il est révélé qu'il figure dans un fichier intitulé "dblab", trouvé sur un ordinateur saisi chez Conconi. Il contient les noms de sportifs, dont de nombreux cyclistes professionnels, avec des détails sur leurs niveaux de ferrétine et d'hématocrite enregistrés en 1993, certains dangereusement élevés.

## Palmarès et résultats

### Palmarès amateur
- 1985
  - 1re et 8e étapes du Tour d'Italie amateurs
  - Tour de Lombardie amateurs
  - 5e du championnat du monde sur route amateurs
- 1986
  - Gran Premio di Diano Marina
  - Trofeo Zssdi
  - Giro del Belvedere
  - Trofeo Banca Popolare
  - 2e étape du Tour des régions italiennes
  - Grand Prix Santa Rita
  - Grand Prix de Poggiana
  - 1re et 7e étapes du Tour d'Italie amateurs
  - Tour du Hainaut occidental :
    - Classement général
    - 1re (contre-la-montre) et 3ea étapes

  - Coppa Città di San Daniele
  - 2e du Tour des régions italiennes
  - 3e de Monte Carlo-Alassio
  - 7e du championnat du monde sur route amateurs

### Palmarès professionnel
| - 1987 - 4e étape du Tour de Catalogne - 2e de Milan-Vignola - 3e du Mémorial Nencini - 3e du Trofeo dello Scalatore - 3e de la Coppa Bernocchi - 3e du Tour de Romagne - 3e de Créteil-Chaville - 1988 - Champion du monde sur route - 4e étape de Tirreno-Adriatico - Grand Prix de l'industrie et du commerce de Prato - 4e étape du Tour de Suisse - 1rea étape de la Cronostaffetta - 2e de Milan-San Remo - 2e de la Coppa Bernocchi - 2e du Tour d'Émilie - 3e du Tour de Campanie - 3e de la Coppa Placci - 3e du championnat d'Italie sur route - 3e du Tour de Romagne - 6e de Tirreno-Adriatico - 8e du Classement FICP - 1989 - Tour de Toscane - Coppa Sabatini - 1rea étape de la Cronostaffetta - Grand Prix Europa - 2e du Tour du Frioul - 2e du Grand Prix de la ville de Camaiore - 2e de la Wincanton Classic - 2e du Tour de Vénétie - 2e du Trophée Baracchi - 2e du Tour d'Émilie - 3e du Grand Prix de l'industrie et de l'artisanat de Larciano - 3e de Florence-Pistoia - 10e de Tirreno-Adriatico - 10e du Grand Prix de Zurich - 10e du Classement FICP - 1990 - 3e étape de la Semaine cycliste internationale - 6e étape du Tour de Grande-Bretagne - Coppa Agostoni - Tour du Latium - 3e du Tour de Grande-Bretagne - 3e du Tour de Syracuse - 3e de la Coppa Sabatini - 3e de Paris-Tours - 5e de Tirreno-Adriatico - 5e de Milan-San Remo - 5e du Tour des Flandres - 9e du championnat du monde sur route - 1991 - Vainqueur de la Coupe du monde - 3ea et 3eb étapes du Tour de Catalogne - 2e du Grand Prix Pino Cerami - 2e de l'Amstel Gold Race - 3e de la Flèche brabançonne - 3e de la Classique de Saint-Sébastien - 3e du Grand Prix de la Libération - 4e du Grand Prix de Zurich - 4e du Grand Prix des Nations - 5e de la Wincanton Classic - 7e du Grand Prix des Amériques - 1992 - 3e étape du Tour d'Andalousie - 4e étape du Tour de France (contre-la-montre par équipes) - Trophée Melinda - 5eb étape du Tour de Catalogne - 3e étape de la Semaine cycliste internationale - 2e du Tour du Latium - 3e du Tour de Campanie - 3e du Grand Prix Pino Cerami - 3e du championnat d'Italie sur route - 4e du Tour des Flandres - 7e du Grand Prix des Amériques - 8e de la Classique de Saint-Sébastien - 9e de Paris-Tours | - 1993 - Vainqueur de la Coupe du monde - 5e étape du Tour d'Andalousie - 3e étape de la Semaine cycliste internationale - Tirreno-Adriatico : - Classement général - 2e et 4e étapes - Milan-San Remo - Flèche wallonne - Tour du Trentin : - Classement général - 2e, 3e et 4e étapes - 1reb étape du Tour d'Italie (contre-la-montre) - Grand Prix du Midi libre : - Classement général - 2e, 3e et 5e étapes - Grand Prix de Zurich - 1re (contre-la-montre) et 7e étapes du Tour de Catalogne - GP Telekom (avec Gianni Bugno) - Tour d'Émilie - Florence-Pistoia - Escalade de Montjuïc : - Classement général - 1re et 2e (contre-la-montre) étapes - 2e de Paris-Tours - 2e du Tour de Catalogne - 3e de Liège-Bastogne-Liège - 3e de la Wincanton Classic - 3e de la Clásica de Alcobendas - 3e du Classement UCI - 4e de l'Amstel Gold Race - 5e du championnat du monde sur route - 8e du Tour des Flandres - 8e du Tour d'Italie - 8e de la Classique de Saint-Sébastien - 1994 - 3e étape de la Semaine cycliste internationale - Tour de Grande-Bretagne : - Classement général - 1re et 3ea (contre-la-montre) étapes - Tour de Pologne : - Classement général - 2e et 6e (contre-la-montre) étapes - Tour du Latium - Coppa Sabatini - 2e du Tour de Syracuse - 2e du Tour d'Émilie - 3e du Grand Prix de Zurich - 3e de Florence-Pistoia - 5e du Tour de Lombardie - 5e du Classement UCI - 1995 - 3eb étape des Trois Jours de La Panne (contre-la-montre) - 7e étape du Tour d'Italie - Prologue du Tour de Catalogne - 2e de Tirreno-Adriatico - 2e de Milan-San Remo - 2e de Gand-Wevelgem - 2e de la Flèche wallonne - 2e du Tour de Romagne - 3e du Tour de Murcie - 7e du Grand Prix de Francfort - 7e de la Coupe du monde - 8e de la Leeds International Classic - 9e du Grand Prix de Zurich - 9e du championnat du monde du contre-la-montre - 1996 - 3ea étape des Trois Jours de La Panne (contre-la-montre) - 8e étape du Tour de Pologne (contre-la-montre) - 2e du Tour de Pologne - 3e de la Flèche wallonne - 3e de la Semaine cycliste internationale - 4e du contre-la-montre aux Jeux olympiques - 1997 - 2e étape du Tour de la Communauté valencienne - 4e de la Classique de Saint-Sébastien |  |

### Résultats sur les grands tours

#### Tour d'Italie
4 participations
- 1987 : abandon (17e étape)
- 1989 : 28e
- 1993 : 8e, vainqueur de la 1reb étape (contre-la-montre)
- 1995 : non-partant (16e étape), vainqueur de la 7e étape

#### Tour de France
4 participations
- 1991 : 15e
- 1992 : 46e, vainqueur de la 4e étape (contre-la-montre par équipes)
- 1995 : abandon (10e étape)
- 1996 : 51e

#### Tour d'Espagne
2 participations
- 1997 : 49e
- 1998 : abandon (10e étape)

## Distinctions
- Mémorial Gastone Nencini (révélation italienne de l'année) : 1987
- Giglio d'Oro (coureur italien de l'année) : 1988, 1989 et 1993

## Autres activités
En avril 2003, il devient champion d'Italie vétérans de ski de fond. 